# Tabanus oliviventris
Tabanus oliviventris är en tvåvingeart som beskrevs av Xu 1979. Tabanus oliviventris ingår i släktet Tabanus och familjen bromsar. Inga underarter finns listade i Catalogue of Life.